# Saint-Pierre-d'Argençon
Saint-Pierre-d'Argençon é uma comuna francesa na região administrativa da Provença-Alpes-Costa Azul, no departamento de Altos-Alpes. Estende-se por uma área de 18,81 km². Em 2010 a comuna tinha 160 habitantes (densidade: 8,5 hab./km²).